# Alwernia (gemeente)
De gemeente Alwernia is een stad- en landgemeente in het Poolse woiwodschap Klein-Polen, in powiat Chrzanowski.
De zetel van de gemeente is in de stad Alwernia.
Op 30 juni 2004 telde de gemeente 12 650 inwoners.

## Oppervlakte gegevens
In 2002 bedroeg de totale oppervlakte van gemeente Alwernia 75,27 km², waarvan:
- agrarisch gebied: 55%
- bossen: 32%

De gemeente beslaat 20,26% van de totale oppervlakte van de powiat.

## Demografie
Stand op 30 juni 2004:
| Omschrijving                   | Totaal | Totaal | Vrouwen | Vrouwen | Mannen | Mannen |
| ------------------------------ | ------ | ------ | ------- | ------- | ------ | ------ |
| eenheid                        | aantal | %      | aantal  | %       | aantal | %      |
| inwoners                       | 12 650 | 100    | 6407    | 50,6    | 6243   | 49,4   |
| bevolkingsdichtheid (inw./km²) | 168,1  | 168,1  | 85,1    | 85,1    | 82,9   | 82,9   |

In 2002 bedroeg het gemiddelde inkomen per inwoner 1288,03 zł.

## Plaatsen
De gemeente bestaat uit de stad Alwernia en dorpen met de status sołectwo:
- Brodła
- Grojec
- Kwaczała
- Mirów
- Nieporaz
- Okleśna
- Podłęże
- Poręba Żegoty
- Regulice
- Źródła

## Aangrenzende gemeenten
Babice, Chrzanów, Czernichów, Krzeszowice, Spytkowice, Trzebinia, Zator